# Макаров, Александр Сергеевич (хоккеист)
Александр Сергеевич Макаров (28 сентября 1989, Москва, РСФСР, СССР) — российский хоккеист, защитник.

## Биография
Родился в Москве в 1989 году. На молодёжном уровне выступал за дубли московского «Спартака» и чеховского «Витязя». В сезоне 2008/09 дебютировал за «Витязь» в Континентальной хоккейной лиге. С 2008 по 2011 год – игрок «Витязя», выступал также за дубль клуба в Молодёжной хоккейной лиге. Конец сезона 2010/11 провёл в саратовском «Кристалле». С 2011 года выступал за фарм-клуб нижегородского «Торпедо» – хоккейный клуб «Саров». Выступал и за нижегородцев в КХЛ. В сезоне 2014/15 также сыграл 6 матчей за новокузнецкий «Металлург».
В 2017 году стал игроком ханты-мансийской «Югры». Сезон 2017/18 начинал в «Югре», затем перешёл в «Сибирь». В следующем сезоне перебрался из «Сибири» в череповецкую «Северсталь», а затем вернулся в новокузнецкую команду, где выступал в Высшей хоккейной лиге.